# (27823) 1993 UC8
(27823) 1993 UC8 est un astéroïde de la ceinture principale d'astéroïdes découvert en 1993.

## Description
(27823) 1993 UC8 a été découvert le 20 octobre 1993 à l'observatoire de La Silla, au Chili, par Eric Walter Elst.

### Caractéristiques orbitales
L'orbite de cet astéroïde est caractérisée par un demi-grand axe de 2,55 UA, un périhélie de 1,98 UA, une excentricité de 0,23 et une inclinaison de 4,51° par rapport à l'écliptique. Du fait de ces caractéristiques, à savoir un demi-grand axe compris entre 2 et 3,2 UA et un périhélie supérieur à 1,666 UA, il est classé, selon la JPL Small-Body Database, comme objet de la ceinture principale d'astéroïdes.

### Caractéristiques physiques
(27823) 1993 UC8 a une magnitude absolue (H) de 15,7 et un albédo estimé à 0,061.